# Sven Hamrin
Sven Helge Hamrin (ur. 30 marca 1941 w Härnösand, zm. 25 stycznia 2018 tamże) – szwedzki kolarz szosowy, startujący w latach 60. i latach 70. XX wieku. W 1964 roku brał udział w igrzyskach olimpijskich w Tokio, gdzie wspólnie z braćmi Pettersonami: Göstą, Sture i Erikiem wywalczył brązowy medal w drużynowej jeździe na czas. Na tych samych igrzyskach zajął także 50. miejsce w wyścigu indywidualnym.